# Aeródromo Capitán FAP Leonardo Alvariño Herr
El Aeropuerto Capitán FAP Leonardo Alvariño Herr ( ICAO : SPRM ) es un aeropuerto que sirve a la ciudad de San Ramón en la región de Junín en el Perú .
El aeropuerto se encuentra en el valle del río Chanchamayo, su pista tiene unos 1000 m/ 3281 p en dirección 01/19, su superficie es de asfalto. Su baliza no direccional de San Ramón (Ident: MON ) se encuentra a 0.7 millas náuticas (1.3 km) al norte del aeropuerto.